# Jackie Jackson
Sigmund Esco "Jackie" Jackson (Gary, Indiana, Estados Unidos; 4 de mayo de 1951) es un cantante y compositor estadounidense, más conocido como miembro fundador de The Jackson 5. Jackie es el segundo hijo de la familia Jackson y el mayor de los hermanos varones.

## Primeros años
Sigmund Esco Jackson nació en el cumpleaños número 21 de su madre Katherine en 1951. Apodado Jackie por su abuelo, nombre que surgió a raíz de su apellido, provino de una familia de clase trabajadora negra. Él y sus hermanos crecieron en una casa de dos habitaciones en Gary, Indiana, una ciudad industrial a las afueras de Chicago. En 1964, el padre de Jackie, Joseph, formó el grupo de cantantes Jackson Brothers, del que tanto Jackie y sus hermanos Tito y Jermaine eran parte.
El grupo incluyó también a los hermanos menores Marlon y Michael tocando varios instrumentos de percusión. En 1966, Joseph volvió a Michael el vocalista principal y, en dos años, surgieron profesionalmente con el nombre de The Jackson Five, que luego se modificó a The Jackson 5 tras firmar con Motown en 1969. Antes de que el grupo firmara con Motown, Jackson quería empezar una carrera en el béisbol profesional.

## Su carrera
Jackson cantaba en tenor e interpretó pequeñas partes en algunos de los sencillos exitosos de The Jackson 5, incluyendo "I Want You Back" y "ABC". El 14 de octubre de 1973, lanzó un álbum en solitario que no tuvo éxito. Después de que The Jackson 5 se volvió The Jacksons después de pasar de Motown a CBS Records en 1976, el papel de Jackson como vocalista y compositor aumentó. Añadió una voz principal junto a su hermano Michael en su Top 10 de sencillos de Epic, "Enjoy Yourself", y también añadió composición en seis de los álbumes del grupo con Epic.
La voz de Jackson cambió a un estilo vocal tenor durante los años con Epic. Una de las composiciones más exitosas de Jackson, "Can You Feel It", la hizo en compañía de Michael, y se volvió un éxito internacional el 13 de febrero de 1981.
Jackson comenzó a participar más como vocalista principal a medida que Michael perseguía una exitosa carrera en solitario. En su álbum de 2 de julio de 1984, Victory, la voz de Jackie fue la principal en la canción "Wait", mientras componía el sencillo "Torture". Cabe destacar que antes del inicio de la gira musical para Victory, En 9 de julio de 1984, él sufrió una lesión en la rodilla durante los ensayos, según declaraciones oficiales.
Sin embargo, una antigua pareja de Jermaine Jackson, Margaret Maldonado, escribió en su libro Jackson Family Values el 1 de noviembre de 1995, que Jackson resultó herido en un accidente automovilístico, gracias a que su esposa Enid Jackson supuestamente lo atropelló al descubrirlo con la coreógrafa y bailarina de los Laker, Paula Abdul, en una infidelidad.
Jackson se recuperó lo suficientemente bien como para actuar en Los Ángeles, en la última etapa de los shows el 9 de diciembre de 1984, donde Michael anunció que abandonaría el grupo. A principios de 7 de enero de 1985, Marlon Jackson decidió también dejar el grupo.
Jackie, Tito y Randy se volvieron músicos, vocalistas y productores de sesión durante este tiempo. El 18 de marzo de 1987, estos tres junto a Jermaine se reformaron como The Jacksons y grabaron "Time Out for the Burglar", el tema principal de la película Burglar. El sencillo fue un éxito pequeño de R&B en los EE. UU., pero tuvo más éxito en Bélgica, donde permaneció en el puesto # 17 durante dos semanas consecutivas en el Top 40. The Jacksons también hizo las voces de acompañamiento a la canción producida por Tito, Freedom, perteneciente al álbum de Tramaine Hawkins de 1987 que lleva el mismo nombre. El 12 de septiembre de 1988, The Jacksons se dispusieron a grabar su último álbum de Epic, 2300 Jackson Street (lanzada el 16 de marzo de 1989, que incluía a Jackie y Jermaine con las voces principales en la mayoría de las canciones. 2300 Jackson Street no logró ubicarse con éxito a pesar del tema "Nothin' (That Compares 2 U)” liderado por Randy y Jermaine. Randy casi no participó en la promoción del álbum ya que estaba trabajando en su proyecto en solitario, dejando a Jackie, Tito y Jermaine impulsándolo en el extranjero.
Después, el grupo se retiró de la discográfica y cada hermano entró en proyectos en solitario. Jackson firmó con Polydor y lanzó su primer álbum en solitario en 16 años, Be the One, El 9 de septiembre de 1989. El álbum tuvo poco éxito, llegando a posicionarse de número 89 en las listas de R&B. El primer sencillo, "Stay", fue un éxito que entró en el Top 40 de R&B, mientras que el segundo sencillo "Cruzin'" tuvo éxito moderado. El 13 de noviembre de 2001, tras años fuera del centro de atención, Jackie, junto con sus otros hermanos, aparecieron en el radar en una presentación de reunión con Michael durante un especial por su 35 aniversario de carrera, en el Madison Square Garden.

### Años recientes
Actualmente residiendo en Las Vegas, Jackson dirigió dos compañías discográficas, Jesco Records y Futurist Entertainment. Su hijo, Sigmund, Jr., conocido como DEALZ, lanzó un mixtape con Jesco en 2007. El 21 de agosto de 2009, él, Tito, Jermaine y Marlon protagonizaron brevemente un reality show, The Jacksons: A Family Dynasty. El 21 de junio de 2012, el cuarteto comenzó su primera gira desde que terminó la de Victory, el 9 de diciembre de 1984. Los cuatro hermanos continúan haciendo giras, y actualmente planean realizar una serie de shows en el circuito de casinos de Las Vegas.

## Vida personal
Jackson se ha casado tres veces y tiene cuatro hijos. Se casó con su primera esposa, Enid Adren Spann, El 24 de noviembre de 1974 y fue un matrimonio inestable. Se separaron inicialmente en 8 de enero de 1984 después de que Enid solicitara el divorcio, pero más tarde se reconciliaron en 1985. El 9 de enero de 1986, Enid solicitó el divorcio por última vez y acusó a Jackson de ser físicamente abusivo. Tuvieron dos hijos: Sigmund Esco "Siggy" Jackson Jr. (nacido el 29 de junio de 1977), quien se casó con Toyia Parker el 23 de septiembre de 2017 y tienen tres hijos juntos: Jared (nacido el 19 de julio de 2011), Kai-Ari (nacida el 22 de febrero de 2014), Skyy (nacida el 25 de agosto de 2018) y por último hijo Anai Icon Katherine Jackson (nacida el 8 de marzo de 2020) nacida durante la pandemia de COVID-19 en el número 8º de día. Brandi Jackson (nacida el 6 de febrero de 1982) es una fotógrafo / videógrafo y Amante de los animales.
En la década de 1980, Jackson se vio envuelto en un escándalo cuando presuntamente tuvo un romance con Paula Abdul. En 2001, Jackson se casó con su segunda esposa, Victoria Triggs, pero más tarde se divorciaron. Jackson entonces se casó con su tercera esposa, Emily Besselink, el 21 de julio de 2012, quien dio a luz a gemelos:
- Jaylen Milan and River T Jackson (nacidos el 31 de diciembre de 2013).

## Discografía

### The Jackson 5
| - Dentro del grupo The Jackson 5: The Jackson 5 (Motown) - Diana Ross Presents the Jackson 5\|Diana Ross Presents The Jackson 5 (1969) - ABC (disco)\|ABC (1970) - Third Album (1970) - Christmas Album (1970) - Goin' Back To Indiana (1971) - Greatest Hits (disco The Jackson 5)\|Greatest Hits (1970) - Maybe Tomorrow (The Jackson 5 album)\|Maybe Tomorrow (1971) - Lookin' Through the Windows\|Lookin' Through The Windows (1972) - Skywriter (1973) - G.I.T.: Get It Together\|Get It Together (1973) - Dancing Machine (disco)\|Dancing Machine (1974) - Moving Violation (1975) - Joyful Jukebox Music (1976) - Jackson 5: The Ultimate Collection (1995) The Jacksons (CBS) - The Jacksons (1976) - Goin' Places (1977) - Destiny (1978) - Triumph (1980) - Live (1981) - Victory (1984) - 2300 Jackson Street (1989) - 1969: "I Want You Back" (#1 US, #1 R&B) - 1970: "ABC" (#1 US, #1 R&B) - 1970: "The Love You Save" (#1 US, #1 R&B) - 1970: "I'll Be There" (#1 US, #1 R&B) - 1971: "Mama's Pearl" (#2 US, #1 R&B) - 1971: "Never Can Say Goodbye" (#2 US, #1 R&B) - 1971: "Sugar Daddy" (#10 US, #3 R&B) - 1972: "Lookin' Through the Windows" (#9 UK) - 1972: "Doctor My Eyes" (#9 UK) - 1974: "Dancing Machine" (#2 US, #1 R&B) - 1976: "Enjoy Yourself" (#6 US) - 1977: "Show You the Way to Go" (#1 UK) - 1978: "Blame It On The Boogie" (#8 UK) - 1979: "Shake Your Body (Down to the Ground)" (#7 US, #4 UK) - 1981: "Can You Feel It" (#6 UK) - 1981: "Walk Right Now" (#7 UK) - 1984: "State of Shock" (#3 US) - 1988: "I Want You Back" (Remix) (#8 UK) |

### Solitario
- Jackie Jackson (1973)
- Be the One (1989)